# 武定门站 (中国铁路)
武定门站，位于今南京市白鷺洲公園城墙内，是宁省铁路的车站。1936年京市铁路南延至江南铁路时修建，1958年被拆除。本站距中正街站1.5公里，距中华门站2.4公里。

## 车站结构
中正街站有2条站线。